# Бурсукогуллары
Бурсукогуллары, Бурсукиды, Порсукогуллары, Порсукиды (тур. Bursuḳoğulları; Porsukoğulları) — династия эмиров, в XI—XII веках служившая сельджукским султанам.
Основатель династии, Бурсук, служил Тогрулу и Мелик-шаху I, он имел влияние во время правления иракских сельджукских султанов Махмуда ибн Мухаммеда и его брата Месуда. Сыновья и внуки Бурсука активно участвовали в событиях, происходящих в Ираке. Бурсукогуллары поддержали Махмуда ибн Мелик-шах против его дяди Санджара, а позднее — иракских сельджукских султанов Тогрула и Давуда.

## История

### Бурсук (I)
Семья Хасанвайхидов в течение X-го века контролировала территорию от Шапурхашата до реки Заб. Они сильно ослабели из-за междоусобиц и потеряли свою власть с приходом сельджуков. Бурсук ранее служил Хасанвайхидам. Сельджуки подчинили себе Лурестан и северный Хузестан, оставив эти территории Бурсуку и его потомкам.
Бурсук стал одним из эмиров великого сельджукского султана Тогрул-бея. По словам Ибн аль-Асира, в апреле 1060 года Тогрул назначил Бурсук шихне (военным губернатором) Багдада (он стал первым сельджукским шихне). В 1063 году Тогрул назначил Бурсука хаджибом. Султан Мелик-шах I поручил ему завоевание Анатолии. В 1084 году Бурсук участвовал в подавлении восстания брата султана Мелик-шаха Текиша в Хорасане. После смерти анатолийского сельджукского султана Сулеймана (4 июня 1086 года) Бурсук вместе с эмиром Бузаном был поставлен во главе авангарда армии, которую султан Мелик-шах отправил в Алеппо из Исфахана.
Согласно Анне Комниной, Абуль-Касым, которого Сулейман-шах оставил своим заместителем в Изнике, обратился к Мелик-шаху с просьбой признать его правителем. Султан Мелик-шах отклонил просьбу Абуль-Касыма и во второй раз отправил эмира Бурсука в Анатолию во главе армии в 50 000 человек. Бурсук, хотя и осадил его в Никее, но не смог добиться никаких результатов, поскольку  Абуль-Касым получил помощь от византийского императора Алексея Комнина.
В апреле-мае 1087 года Бурсук организовал в Багдаде торжества в честь свадьбы халифа аль-Муктади Биамриллаха с дочерью Мелик-шаха Мах-Мелек-хатун. Бурсук, Бозан и другие эмиры возглавляли процессию, ответственную за приём приданого.
После смерти в 1092 году Мелик-шаха Бурсук поддерживал его сына Баркиярука в борьбе за престол против Тутуша. Когда в октябре-ноябре 1094 года Баркиярук потерпел поражение от армии Тутуша, Бурсук укрылся вместе с ним в Исфахане у сельджукского султана Ирака Махмуда ибн Мелик-шаха. В Исфахане в августе 1097 года во время Рамадана Бурсук был убит асассинами.
Ак-Сункур аль-Бурсуки был гулямом Бурсука (I).

### Отношения семьи с Джавали
Территории эмира Джавали Сакава соседствовали с икта Бурсука и его сыновей и в отношениях эмиров периодически возникали пограничные конфликты. С целью достичь согласия Бурсук выдал за Джавали свою дочь замуж. Однако конфликты на этом не закончилист. Когда Джавали планировал нападение на батинитов в 1100/01 году, он пустил слух, что отправляется в Хамадан, поскольку опасается нападения сыновей Бурсука на Рамхормоз и Эрреджан в приграничных районах Хузестана и Фарса и не имеет сил им противостоять. В 1102 году один из людей Джавали, который был у батинитов, подбил их напасть на Джавали. Когда отряд батинитов в триста человек напал на Джавали, его люди среди батинитов атаковали их с тыла. Из батинитов в живых осталось лишь три человека. Джавали захватил лошадей, оружие и другое их имущество в качестве добычи. Батиниты поверили в распущенные слухи, поскольку сыновья Бурсука действительно представляли опасную силу.
В марте 1108 года Бурсук (II) и Сукман аль-Кутби по приказу султана Мухаммеда Тапара двинулись на Мосул, находившийся под властью Джавали. Джавали покинул Мосул и разграбил окрестные деревни. Жена Джавали, дочь Бурсука (I), с отрядом из 1500 человек заперлась во внутреннем замке. В сентябре-октябре группа жителей захватила два бастиона и впустила сельджукских воинов. Жена Джавали в цитадели продолжала сопротивление ещё восемь дней, но потом отправила сообщение эмиру Мавдуду, который на тот момент осаждал цитадель, что готова сдаться, если её жизнь будет сохранена. Покинув Мосул, она отправилась к брату, Бурсуку бен Бурсук.

### Сыновья Бурсука: Бурсук (II), Акбёри, Ильбеги, Зенги
Сыновья Бурсука — Зенги, Акбёри, Ильбеги и Бурсук — представляли сплочённую семейную группу. Их икта была провинция Ахваз с главным городом Шуштаром, она передавалась по наследству.
Акбёри и Зенги, потребовали выдать им визиря Медж аль-Мулька аль-Баласани, которого Бурсукиды обвинили смерти Бурсука. Они заявили, что не станут поддерживать Баркиярука в случае отказа и султану пришлось выдать им своего визиря. Это показывает силу сыновей Бурсука в армии.
Бурсук бен Бурсук был одним из военачальников султана Баркиярука. В декабре 1102 года Бурсук разбил Инала бен Ануштегина аль-Хусами, одного из эмиров Мухаммеда Тапара, у Рея и добился того, чтобы город снова перешёл под власть Баркиярука. В 1105/06 году сельджукид Менгу Барс (внук Алп Арслана от сына Бори Барса) восстал против султана Мухаммеда Тапара и попытался привлечь на свою сторону Бурсукидов. По словам К. Каэна, Мухаммед заключил Зенги в тюрьму. Бурсукогуллары не стали поддерживать Менгу Барса и передали его султану, чем спасли Зенги от казни. Султан потребовал от братьев Бурсукидов возвратить их икта взамен на Динавар. Но, видимо, это было лишь временной мерой, потому что вскоре Шуштар снова был в руках Бурсукидов. Влияние семьи в Лурестане было слишком сильным, чтобы его можно было уничтожить. По словам Ибн аль-Каланиси, Бурсук стал наместником (вали) провинции Хамадан.
В марте 1108 года сыновья Бурсука принимали участие в битве армии Мухаммеда Тапара против войск эмира Хиллы Садаки. Садака проиграл и погиб.
В 1111 году Бурсук был одним из главных участников кампании в Сирии, которая потерпела неудачу из-за ссор среди лидеров и ревности местных мусульманских правителей к эмирам из Ирака. Почти всю кампанию Бурсук болел подагрой. В 1115 году Бурсуку было поручено руководство джихадом. Артукид Мардина Иль-Гази, атабек Дамаска Тугтегин, регент Алеппо Лулу заключили против Бурсука союз. Союзником Бурсука был правитель Химса, вместе они захватили Хаму. У Тель-Данита Бурсук проиграл в битве Роджеру Антиохийскому. Бурсук и его брат Зенги умерли в 1116 году. О Зенги Усама ибн Мункыз писал: «Зенги ибн Бурсук — истый герой».

### Внуки Бурсука
Двумя годами позже умер султан Мухаммед. Более Бурсукиды против франков (крестоносцев) не воевали. Они участвовали лишь в междоусобных распрях Сельджукидов. Потомки Бурсука обосновались в Хузестане. Акбёри и его племянники, сыновья Зенги и Ильбеги, воевали на стороне султана Махмуда ибн Мелик-шаха против его дяди Санджара.
После смерти султана Махмуда братья Бурсукиды Тугрул и Бурсук (III) выступили на стороне Тогрула; затем, когда он (Тогрул ибн Мухаммед) умер, они поддержали сына Махмуда Давуда. Но после победы в междоусобной борьбе Месуда Бурсукиды подчинились ему. Ибн аль-Фурат процитировал Ибн Аби Тайи, упомянувшего смерть некоего правителя Шуштара Хамзы бен Бурсук в 1139 году. Это последнее упоминание о потомке Бурсука.